# Awtandil Kenczadze
Awtandil Kenczadze (gruz.  ავთანდილ კენჭაძე; ur. 22 grudnia 1995) – gruziński zapaśnik walczący w stylu wolnym. Olimpijczyk z Tokio 2020, gdzie zajął dwunaste miejsce w kategorii 74 kg. Mistrz świata w 2024 i drugi w 2018 roku. 
Brązowy medalista mistrzostw Europy w 2019, 2020, 2023 i 2024. Trzeci na igrzyskach europejskich w 2019; trzynasty w 2015. 
Pierwszy na MŚ U-23 w 2018; trzeci 2017. Mistrz Europy U-23 w 2017, a trzeci w 2018. Trzeci na ME juniorów w 2015 roku.